# Mullwitzkogel
Der Mullwitzkogel, auch Wiesbauerspitze, ist ein 2767 m ü. A. hoher Berg in der Venedigergruppe. Der Gipfel liegt auf dem Gemeindegebiet von Prägraten am Großvenediger. Bekanntheit erreichte der Gipfel auf Grund der 2007 nach dem Wursthersteller Wiesbauer erfolgten Umbenennung des Berges, die dem Gipfel auch die scherzhafte Bezeichnung Wurstberg oder Wurstspitze eintrug.

## Geschichte

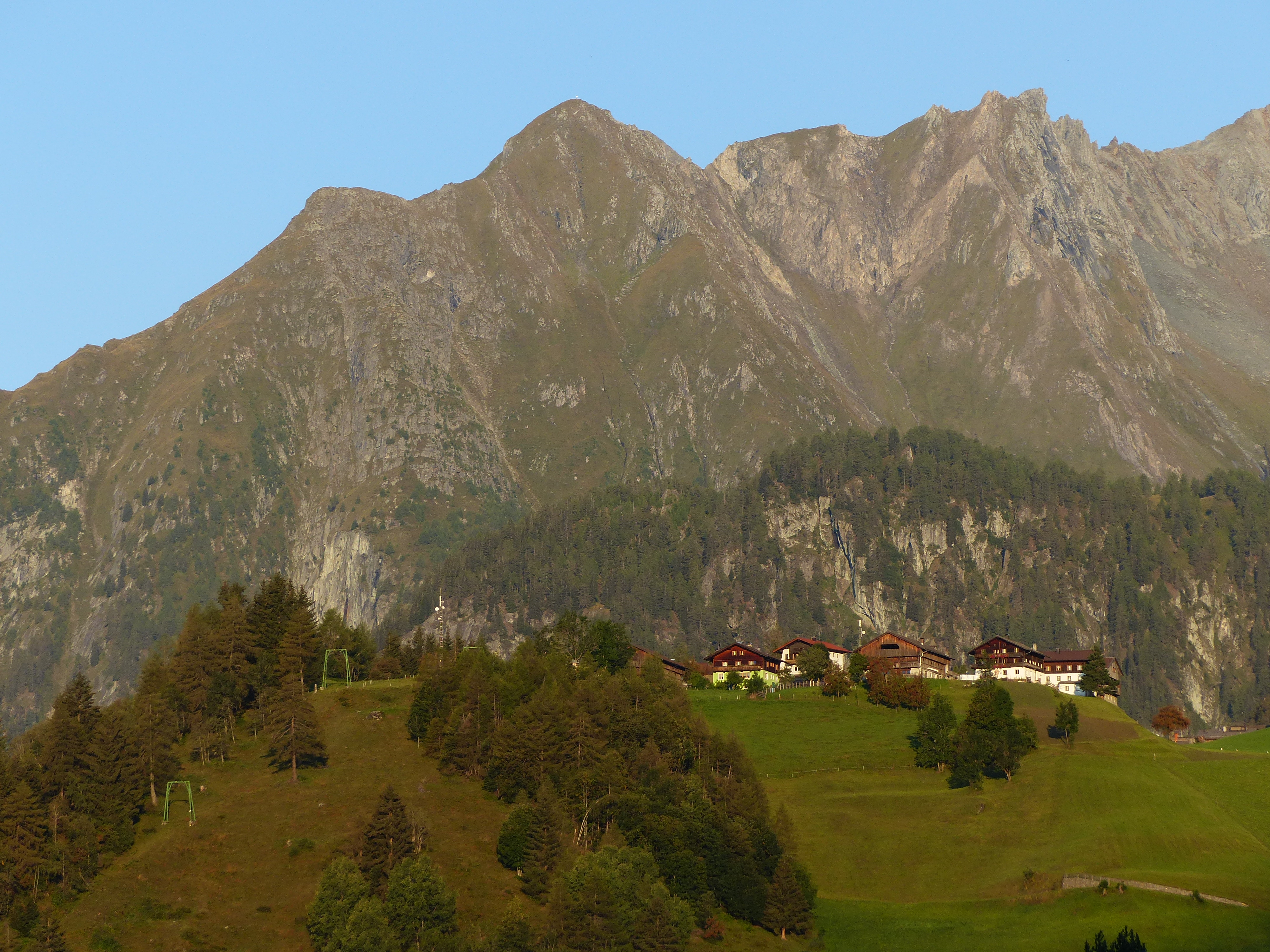
Bichl mit Mullwitzkogel (Bildmitte)

Die Gemeinde Prägraten war seit 2006 Etappenort der Österreich-Rundfahrt gewesen, als deren Hauptsponsor bereits seit Jahren der Wursthersteller Wiesbauer fungierte. Nachdem Wiesbauer zudem bereits seit Jahren im Sponsoring von Wanderwegen und Bergausrüstungen aktiv gewesen war, veranstaltete das Unternehmen 2006 ein Preisausschreiben für Käufer seiner Bergsteigerwurst in enger Zusammenarbeit mit verschiedenen Tourismusverbänden. Prägraten trat in der Folge an den Direktor der Firma Wiesbauer heran, um als Region in dem Preisausschreiben angeführt zu werden. Nachdem Wiesbauer seine Kooperation zugesagt hatte, wurde seitens der Gemeinde der Mullwitzkogel in Wiesbauerspitze umbenannt. Der Beschluss war Ende März 2007 einstimmig durch den Gemeinderat erfolgt, Anfang Juli 2007 wurde die Umbenennung vollzogen.
Die Umbenennung des Gipfels löste ein großes Medienecho aus. Im Zuge der Diskussion um die Rechtmäßigkeit der Umbenennung stellte der Verfassungsexperte der Universität Innsbruck Karl Weber fest, dass die Namensgebung bei Bergen und Flurnamen zwar nach jahrhundertealter Tradition erfolge, jedoch keiner öffentlich-rechtlichen Beschränkung unterläge und daher der Name vom jeweiligen Eigentümer festgelegt werden könne. Der Österreichische Alpenverein kündigte jedoch in der Folge an, in seinen Kartenwerke auch weiterhin den Namen „Mullwitzkogel“ zu verwenden. Laut den Aussagen des Alpenvereins würden auch andere Kartenhersteller die ursprüngliche Namensbezeichnung beibehalten.
Die Umbenennung löste zudem eine parlamentarische Anfrage des damaligen FPÖ-Nationalratsabgeordneten Gerald Hauser aus, der den damaligen Umweltminister Josef Pröll um ein Einschreiten gegen die Namensänderung ersuchte. Pröll wies dieses Anliegen jedoch zurück.

## Aufstieg
Der Mullwitzkogel war als Randerhebung östlich des Zopathanges ursprünglich nur steiglos von Nordwesten aus dem sogenannten Hochkar erreichbar und wurde vor der Errichtung des heutigen Wanderweges vom Alpenvereinsführer als Berg mit „keinerlei Bedeutung für Bergsteiger“ bezeichnet. Nach der Umbenennung des Mullwitzkogels wurde 2008 mit der Erschließung des Berges begonnen und 14.000 Euro in den Bau eines Wanderweges investiert. Die Eröffnung erfolgte 2009. Der Weg führt vom Parkplatz Ströden in rund 4,5 Stunden auf den Gipfel. Er folgt zunächst dem Weg über die Pebell- bzw. Islitzeralm und den Wasserschaupfad der Umbalfälle in Richtung der Clarahütte und zweigt nach ca. 1,5 bis 2  Stunden nach einer großen Brücke über die Isel nach Norden ab. In zahlreichen Serpentinen führt der Steig den steilen Wiesenhang knapp 500 hm empor, bevor er sich dann deutlich weniger steil nach Osten wendet und die Wiesenhänge in Richtung des Gipfels quert, bevor der Weg kurz vor dem Gipfel wieder etwas aufsteilt.